# Saara (Gattung)
Saara ist eine Echsengattung aus der Unterfamilie der Dornschwanzagamen (Uromasticinae). Die drei Arten der Gattung kommen vom östlichen Irak über den Iran, Afghanistan und Pakistan bis zum nordwestlichen Indien vor. Die Gattung wurde 1845 durch den britischen Zoologen John Edward Gray beschrieben, später aber mit Uromastyx synonymisiert. 2007 wurde die Gattung durch den deutschen Zoologen und Kurator am Zoo Frankfurt Thomas Wilms und Kollegen revalidiert.

## Merkmale
Gray gab in seiner Originalbeschreibung als Gattungsmerkmale den kurzen, breiten und hoch gewölbten Kopf, den abgeflachten Körper mit einer Falte an jeder Körperseite und die kleinen, gleich großen Schuppen an, des Weiteren die deutlich sichtbaren Femoralporen und den kurzen, breiten und abgeflachten Schwanz. Auf der Schwanzoberseite finden sich Querstreifen von schmalen konischen Schuppen, die durch Streifen quadratischer Schuppen mit körniger und glatter Oberfläche voneinander getrennt sind. Bauch und Schwanzunterseite sind mit glatten, sich dachziegelartig überlappenden Schuppen bedeckt.
Wilms und Kollegen erwähnen zusätzlich die acrodonte Bezahnung (Zähne sitzen auf der Oberkante der Kiefers), das scharfe, die Schneidezähne ersetzende Zwischenkieferbein (Prämaxillare) der adulten Tiere sowie die Anordnung der Schuppen auf der Schwanzoberseite in Wirteln, die jeweils von einer bis sechs Schuppenreihen voneinander getrennt sind.
Saara-Arten werden je nach Art maximal 43,8 bis 53 cm lang mit einer maximalen Kopf-Rumpf-Länge von 23,3 bis 29 cm. Die Tiere sind überwiegend bräunlich, olivfarben, gelbbraun oder gelbgrau gefärbt.

## Arten
- Iranische Dornschwanzagame, Saara asmussi (Strauch, 1863)
- Indische Dornschwanzagame, Saara hardwickii (Gray, 1827)
- Irakischer Dornschwanzagame, Saara loricata (Blanford, 1874)